# گلاندورف (آلمان)
گلاندورف (به آلمانی: Glandorf) یک شهر در آلمان است که در Osnabrück واقع شده‌است. گلاندورف ۶٬۸۲۰ نفر جمعیت دارد.